# Telec
Telec (bolgarsko Телѐц, latinizirano: Telec), bolgarski vladar od leta 761 do 764, * okoli 731, † okoli 764.
Obdobje njegove vladavine različni avtorji umeščajo v različna obdobja: Vasil Zlatarski v obdobje 761–764, Mosko Moskov v obdobje 760–763 in Ivan Venedikov v obdobje 761–764. 
Imenik bolgarskih kanov omenja, da je bil iz rodu Ugain in da je vladal tri leta "namesto nekoga drugega". Podatke potrjujejo bizantinski viri, ki navajajo, da je Telec nadomeščal zakonite bolgarske vladarje.  Isti viri opisuje Teleca kot pogumnega in energičnega moža, starega približno trideset let. Znanstveniki domnevajo, da je Telec pripadal protislovanski struji bolgarskega plemstva. 
Po prihodu na oblast je povedel dobro izurjeno in dobro oboroženo bolgarsko vojsko proti Bizantinskemu cesarstvu, opustošil obmejno področje cesarstva in pozval cesarja Konstantina V. Kopronima na preskušanje moči. Cesar se je s svojo vojsko odpravil proti severu 16. junija 763, istočasno pa je proti severu izplulo tudi ladjevje 800 ladij s po 12 konjeniki na krovu. 
Telec je s svojimi in 20.000 slovanskimi vojaki najprej utrdil gorske prelaze. Kasneje si je premislil in svojo vojsko povedel na ravnino pri Anhialu (Pomorie). 30. junija 763 se je sredi dopoldneva vnela krvava bitka, ki je trajala do teme. Zvečer so slovanske čete dezertirale k Bizantincem in bitka se je končala s Telecovim porazom. Cesar se je po bitki zmagoslavno vrnil domov. Bizantinski viri navajajo, da je cesar za zabavo konstantinopelskih meščanov s seboj pripeljal množico bolgarskih ujetnikov v lesenih sponah. 
Vojaški poraz je zapečatil Telecovo usodo in puntarski podložniki so ga linčali skupaj z njegovimi pristaši. 
Džagfar tarihi (Zgodovina Džagfarja), zbirka Volških Bolgarov iz 17. stoletja, katere verodostojnost je sporna, omenja Telesa (se pravi Teleca) kot sina Korimdžesa (se pravi Kormisoša). Podatek se ne ujema s podatkom iz Imenika, v katerem je bil prejšnji vladar iz rodu Ugain, naslednji pa iz rodu Vokil.  Džagfar tarihi navaja tudi to, da je bil Telec ubit v bitki s pristaši svojega naslednika Savina.